# 小説すばる
『小説すばる』（しょうせつすばる、英: SYOSETSU SUBARU）は、株式会社集英社が出版している月刊小説誌。毎月17日に発売されている。
1987年11月に創刊された。通称「小すば」。純文学を志向している『すばる』に対して、大衆文学の色彩が濃い。小説すばる新人賞を募集している。2009年7月号において小説雑誌としては初めてヌード写真の袋とじをつけた。2011年1月号より、表紙イラストを杉田比呂美が、アートディレクターを緒方修一が担当している。その後、2018年4月号より表紙イラストはヨシタケシンスケに担当が変更された。『小説すばる』の他に『青春と読書』などで、開高健ノンフィクション賞の発表が行われている。

## 連載
- みうらじゅん・宮藤官九郎『じゅんくどう書店へようこそ』 - 元々「週刊プレイボーイ」で連載していた対談『大人になってもわからない』が本誌に移行したもの。

## 過去の主な連載作品
- 浅田次郎 『終わらざる夏』
- 阿刀田高 『影まつり』
- 北方謙三 『水滸伝』、『楊令伝』、『岳飛伝』
- 今野敏 『クローズアップ』
- 佐々木譲 『回廊封鎖』
- 島本理生『よだかの片想い』『イノセント』
- 篠田節子 『廃院のミカエル』
- 真保裕一 『ダブル・フォールト』
- 辻村深月 『オーダーメイド殺人クラブ』
- 堂場瞬一 『解』
- 湊かなえ 『白ゆき姫殺人事件』
- 宮部みゆき 『ここはボツコニアン』
- 村山由佳 『天使の柩』
- 森絵都 『みかづき』
- 寺地はるな 『水を縫う』
- 西條奈加 『心淋し川』